# Silerton
Silerton è un comune degli Stati Uniti d'America, situato nello Stato del Tennessee, diviso tra la Contea di Hardeman e la Contea di Chester.